# Solanell
Solanell es un núcleo de población del municipio de Montferrer Castellbó, en el Alto Urgel. En 1889 contaba con 180 habitantes, en 1950 eran 38 y en 1970 quedaban 8. A partir de 1973 quedó despoblado. 
En 2012, gracias al Proyecto "Reviure Solanell" (Revivir Solanell) lo habitan cuatro personas durante todo el año. El proyecto ha hecho que el pueblo vuelva a disponer de electricidad.  

## Historia
La primera mención escrita data del año 839. En el censo de 1857 figuran 107 vecinos. A mediados del siglo XX el éxodo rural va a comenzar y en 1960 vivían ya sólo 26 personas, mientras que en 1973 quedó despoblado. 
En 2010 se inició un proyecto de rehabilitación del pueblo, una iniciativa del arquitecto tarraconense Saül Garreta Puig, quien compró dos tercios del pueblo. En agosto de ese año se iniciaron las obras del camino de acceso. En 2013 ya contaba con tres familias y se comenzó la obra de un albergue que fue inaugurado en 2017. Asimismo, se han vuelto a plantar viñedos.

## Monumentos
Según el Acta de Consagración de la Catedral de Urgell, preside el núcleo la iglesia de Sant Julià. También se pueden encontrar las ruinas de una capilla dedicada a Sant Domènec. Todavía se puede reconocer el antiguo camino medieval que iba de Solanell a Albet y que unía todos los pueblos de la parte alta de la Vall de Castellbò. El camino en parte está excavado en la roca.